# Tremors: Shrieker Island
Tremors: Shrieker Island ist eine US-amerikanische Horrorkomödie und die Fortsetzung von Tremors 6 – Ein kalter Tag in der Hölle aus dem Jahr 2020.

## Handlung
Bill Davidson ist Inhaber der Firma Avex-Bio Tech und leidenschaftlicher Jäger. Gemeinsam mit der Jägerin Anna führt er eine Jagdgesellschaft an. Dort sind vor allem reiche Leute, die den Spaß der Jagd teilen. Das Ziel ist Dark Island, einem Privatgebiet, auf dem sich auch seine Firma befindet. Dort wollen sie Jagd auf Graboiden machen.
Dr. Jasmine „Jas“ Welker und ihr Kollege Jimmy arbeiten auf einem Forschungsgelände neben Dark Island, wo sie unnatürliche seismische Vibrationen feststellen. Als Jas mitbekommt, dass Bill Dark Island verlässt, beginnt sie zusammen mit Jimmy und ihrem Freund Ishimon die Abwesenheit Bills auszunutzen und zu schauen, was dieser treibt. Dort finden sie den Leichnam eines Graboiden. Aus dessen Leib schlüpfen sogenannte Shriekers, die Ishimon angreifen und töten. Jas und Jimmy können fliehen.
Jas sieht sich gezwungen zu handeln und kontaktiert über die Koordinaten, die ihr Sohn Travis ihr gegeben hatte, Burt Gummer. In Bills Lager erfährt sie, dass dieser die Graboiden züchtete, um sie für die Jagd interessanter zu machen. Aufgrund der Koordinaten findet Jimmy Burt, der als vogelfreier Überlebenskünstler lebt. Jimmy bittet ihn um Hilfe, da Travis aufgrund Pilzschmuggels in Mexiko inhaftiert ist. Trotz Burts Zweifel betreffend Jas stimmt er schließlich zu, zu helfen. Burt übernimmt sofort eine Führungsrolle und lässt sich auch nicht durch Drohungen von Bill einschüchtern. Allerdings muss er entsetzt feststellen, dass außer einem Bunker aus dem Zweiten Weltkrieg, Macheten, zwei Flammenwerfer und Dynamit keine weiteren Waffen zur Verfügung stehen.
Die Shriekers sind ihren Vorfahren überlegen und können ihre Schreie als Waffen einsetzen. Dadurch schalten sie einen Jäger nach dem anderen aus. Zum Glück erscheint Burt und tötet die Shriekers und einen Graboid, sodass zwei Graboiden übrig bleiben. Als sie den Forschungsstandort von Jas aufsuchen, müssen sie feststellen, dass dort ein Graboid sein Unwesen treibt. Burt will Bill dazu bringen, die Jagd abzubrechen und die Kommunikationssysteme wieder einschalten. Bill weigert sich, überwältigt ihn und sperrt ihn und den Rest der Gruppe in den Bunker. Bill setzt die Jagd fort, allerdings taucht nun der Graboid auf, der aufgrund seiner Überlegenheit „Die Königin“ genannt wird. Anna gibt darauf die Jagd auf, weil sie die Gefahr und Aussichtslosigkeit erkennt.
Anne befreit Burt und die anderen. Am Bunker werden sie von einem Graboiden angegriffen. Sie verwenden das Dynamit, um ihn in die Luft zu jagen, sodass die Königin die letzte der Graboiden ist. Burt stößt auf Bill, der sich aber immer noch nicht von der Jagd abbringen lässt und später von der Königin verschlungen wird. Nach und nach tötet sie einen Jäger nach dem anderen, bis auf Burt, den sie als Anführer erkennt und sich bis zum Schluss aufhebt. Burt versucht die Königin in den Devil's Punchbowl, einem inaktiven Vulkan, zu locken, wo sich das letzte Dynamit befindet.
Jas und die anderen installieren eine Falle aus Dynamit. Währenddessen töten Burt und Jimmy die Shriekers. Sie kehren zum Forschungsstandort zurück, wo die Königin auf Burt wartet. Erfolgreich können sie die Königin zum Devil's Punchbowl lotsen. Um sicher zustellen, dass die Königin in die Falle geht, mimt Burt den Köder und wird schließlich verschlungen. Allerdings klappt der Plan und der letzte Graboid stirbt in der Explosion. Die Überlebenden errichten ein Denkmal für Burt und lassen ihre Waffen sowie seinen Hut und seine Sonnenbrille als Andenken zurück.

## Hintergrund

### Produktion
Am 13. Dezember 2018 gab Michael Gross bekannt, dass er für einen siebten Teil der Reihe erneut in seine Rolle des Burt Gummer schlüpfen werde. Am 13. November 2019 begannen unter dem Arbeitstitel Island Fury in Thailand die Dreharbeiten. Knapp zwei Wochen später wurden Jon Heder, Jackie Cruz und Richard Brake als weitere Hauptdarsteller vorgestellt. Am 12. Dezember 2019 gab Gross das Ende der Dreharbeiten bekannt.

### Veröffentlichung
Der Film erschien am 20. Oktober 2020 als Direct-to-Video bei Universal Pictures Home Entertainment. In Deutschland erschien der Film am 26. November 2020 in den Videoverleih. Seine deutsche Free-TV-Premiere gab der Film am 5. Mai 2024 auf Tele 5.

## Rezeption
„Siebter Teil einer Trash-Horrorkomödien-Reihe, die nach 30 Jahren keinen erzählerischen Schwung mehr besitzt und nur redundante Szenen wiederkäut. Der Schwerpunkt liegt auf Macho-Sprüchen und mäßig getricksten Splatterszenen, was den Film nicht angenehmer macht.“

Sol Harris vergab in seiner Filmreview für Starburst 3 von 5 Sternen und meinte, dass es „viel Graboid-Action, eine Handvoll großartiger Gags und einen überraschend emotionalen Höhepunkt gibt, wodurch Tremors: Shrieker Island letztendlich näher an der Perfektion ist, als man denken könnte.“
Josh Bell bewertete den Film in seiner Review für Crooked Marquee mit einem „C“ und äußerte sich, dass der Film zwar „kein besonders guter Film ist, aber eine nette Präsentation einer Figur, die zu einer unerwarteten Kinoinstitution geworden ist.“
Im Audience Score, der Zuschauerwertung auf Rotten Tomatoes, hat der Film bei über 100 Abstimmungen eine Wertung von 38 %. Im Tomatometer hat er bei acht Reviews eine ausgeglichene Wertung von 50 %. In der Internet Movie Database hat der Film bei rund 5600 Stimmabgaben eine Wertung von 5,4 von 10,0 möglichen Sternen (Stand: Februar 2025).